# Enric Morera i Viura
Enric Morera i Viura (Barcelona, 22 de mayo de 1865 - 11 de marzo de 1942), compositor y músico español. Escribió óperas, música escénica, obras sinfónicas, obra coral, conciertos y una Missa de rèquiem, pero sobre todo es reconocido por sus sardanas corales con títulos tan populares como La Santa Espina, Les fulles seques, La sardana de les monges y L'Empordà. Su obra se adscribe en la estética neo-romántica y es una magnífica muestra del nacionalismo musical catalán. Tan es así, que escribió en catalán (en lugar del italiano), todo lo concerniente a tempos, dinámica, agógica, etc. También es de destacar la no utilización de armadura de clave en sus canciones. Todas las alteraciones son accidentales, optando por esta forma de escritura, como otros compositores de su tiempo.
Su obra consta de medio centenar de partituras para escena, numerosas obras sinfónicas y poemas corales, y con la originalidad de sus sardanas, 56 para cobla y un número más reducido, pero de un carácter todavía más personal, para coro.
El fondo personal de Enric Morera se conserva en la Biblioteca de Cataluña.

## Biografía
En su infancia, junio de 1868, la familia se traslada a vivir a Buenos Aires (Argentina). El padre, Antonio Morera Gorchs (Barcelona, hacia 1835 - Barcelona, 5 de marzo de 1915 ), músico, lo inició, en esta ciudad, en sus conocimientos musicales y más tarde - 1875 - en Córdoba también en Argentina. Antes de su regreso a Barcelona, el gobierno argentino le encargó la composición de algunas obras como Himno a la patria y Mayo.
En 1883 vuelve a Barcelona donde se relacionó con los más destacados músicos de aquel tiempo, como Isaac Albéniz y prosiguió sus estudios musicales con los maestros Vidiella (piano) y Felipe Pedrell (composición). A esta época corresponden composiciones como el poema sinfónico "Introducció a l'Atlàntida" escrita en el año 1893.
Posteriormente, residió en Bruselas donde perfeccionó sus conocimientos musicales con Paul Gibson y Philippe Févez. Más tarde marchó nuevamente a la Argentina, hasta que en el año 1890 se instala definitivamente en Barcelona, donde desarrolló una activa vida musical que lo llevó muy pronto a ser uno de los más destacados representantes del Modernismo musical catalán. A esta época corresponden obras como la ópera "La fada" (El hada) que fue estrenada durante la "Quarta Festa Modernista" (Cuarta Fiesta Modernista) organizada por Santiago Rusiñol en Sitges en el año 1897 y que se dedicó muy especialmente a la música. Un poco antes, en el año 1895, fundó la coral "Catalunya Nova". Compuso la ópera Don Joan de Serrallonga, sobre la vida del legendario bandolero catalán
La vitalidad musical de Morera se expresa en la composición de más de 800 obras de todos los tipos: conciertos, corales, música escénica, obras sinfónicas, óperas, sardanas, etc.
Morera es un ejemplo de catalanismo musical. Fue compositor de sardanas y destacan L'Empordà, Les fulles seques y La sardana de les monges. Pero la obra más popular fue La santa espina, sardana icónica.
Morera también fue autor de obras teóricas sobre la música como un Tractat pràctic d'harmonia (Tratado práctico de armonía). También dejó escritas unas memorias "Moments viscuts" (Momentos vividos) que se publicó en el año 1936. Murió en Barcelona el 11 de marzo de 1942.

## Obras

### Canciones
- Cançons populars catalanes harmonitzades - 1910
- Cançons de carrer - 1926
- La cançó dels catalans - 1930
- Dotze cançons del Llibre de la Pàtria - 1936

### Misas
- Missa de rèquiem - 1899

### Música escènica

#### Óperas
- La fada - 1897, estrenada en Sitges, en les Festes Modernistes.
- Empòrium - 1906, estreno en el Gran Teatro del Liceo.
- Bruniselda - 1906, estreno en el Gran Teatro del Liceo.
- Titaina - 1912, estreno en el Gran Teatro del Liceo.
- Tassarba - 1916, estreno en el Gran Teatro del Liceo.

#### Música incidental
- Andreu el navegant
- Jesús de Nazareth - 1893
- Les monges de Sant Aimant - 1895
- L'alegria que passa - 1898
- La nit de l'amor - 1901
- Cigales i formigues, de Santiago Rusiñol
- Las caramellas- 1902
- El comte Arnau - 1906
- Fra Garí - 1906
- La Santa Espina - 1906
- La reina vella - 1908
- La Baldirona - 1914
- Baixant de la Font del Gat, o, La Marieta de l'ull viu - 1922
- Don Joan de Serrallonga, texto de Francesc Pujols, basada en la obra homònima de Víctor Balaguer, 1922
- El castell dels tres dragons - 1931
- Sirenes i mariners - 1933
- El Ferrer de Tall
- La viola d'or
- Nit de Nadal

### Obras sinfónicas y de cámara
- Minuet per a quartet de corda -1889
- Introducció a l'Atlàntida, -1893
- Dansa del gnoms- 1893, scherzo per a orchestra
- Concert per a violoncel i orquestra -1917
- El poema de la Nit i el Dia i de la Terra i de l'Amor - 1920
- Catalònia
- Sonata per a violí i piano

### Sardanas
- Enyorança - 1905
- L'Empordà - 1908, poema de Joan Maragall
- Les fulles seques - 1909, poema de Àngel Guimerà
- La sardana de les monges - 1919, poema de Àngel Guimerà
- La sardana de la Pàtria - 1921, poema de Joan Llongueres
- Baixant de la font del gat - 1922
- Mar lliure - 1935
- La nostra Roser - 1941
- Catalunya
- Girona
- Les neus que es fonen
- Serraamunt